# OK Kamnik
OK Kamnik är en volleybollklubb från Kamnik, Slovenien. Klubben grundades 1947. Under många år förde den en varierande tillvaro med tidvisa framgångar och spel i slovenska högstaserien eller på federal nivå, blandat med spel i lägre serier. Efter Sloveniens självständighet har klubben varit mer framgångsrik.
Både deras dam- och herrlag har varit framgångsrika. Damlaget har blivit slovenska mästare sex gånger (2009-2010, 2014-2015, 2015-2016, 2019-2020, 2020-2021 och 2021-2022) och vunnit slovenska cupen fyra gånger (2012-2013, 2013-2014, 2018-2019 och 2021-2022). Herrlaget har blivit slovenska mästare tre gånger (2000-2001, 2001-2002 och 2002-2003) och vunnit slovenska cupen fyra gånger (2000-2001, 2015-2016, 2016-2017 och 2020-2021).